# Gymnogonos pacificus
Gymnogonos pacificus is een hydroïdpoliep uit de familie Corymorphidae. De poliep komt uit het geslacht Gymnogonos. Gymnogonos pacificus werd in 2008 voor het eerst wetenschappelijk beschreven door Stepanjants & Svoboda. 